# 万来町事件
万来町事件（ばんらいちょうじけん）とは、1952年6月5日に山口県宇部市で発生した暴動事件。

## 事件の発端
当時、宇部市には約3100人の在日韓国・朝鮮人が居住しており、大半が生活保護受給者だったが、市当局は彼らが「日中ブラブラしていた」ことから、「潜在収入がある」として、生活保護費増額を見送っていた。
朝鮮人側はこれに激昂し、1952年5月31日以降、連日宇部市福祉事務所に押しかけ、市職員を吊るし上げた。6月3日になると約400人に達したため、宇部市警察は全職員を動員して対処したが、朝鮮人側はその隙をねらって、留守中の上宇部派出所を襲撃した。

## 事件の概要
6月5日、宇部市万来町（現在の新町9丁目）において、朝鮮人解放救援会山口県本部が「民主愛国青年同盟」を結成し、当日は県内各地から朝鮮人が多数集結した。うち約70人が午前11時に宇部興産の工場に乱入、守衛を殴打し、電話線を切断するなどの行為をおこなった。続いて民団の団員宅を襲撃した後、引き揚げた。
警察は襲撃犯を逮捕するため、午後2時に解放救援会事務所を包囲した。警察は解散を呼びかけたが、朝鮮人側は投石などの手段で抵抗した。午後3時半より警察は実力行使を開始し、午後4時からは催涙ガス弾も導入してようやく鎮圧した。